# 棚橋正博
棚橋 正博（たなはし まさひろ、1947年 - ）は、日本近世文学研究者、帝京大学元教授。秋田県秋田市土崎港出身。

## 人物
1972年早稲田大学文学部卒業。1978年同大学院文学研究科日本文学専攻修士課程修了。1995年早稲田大学より「江戸戯作文藝の研究」で文学博士の学位を取得。1981年帝京大学文学部講師。1989年助教授。1996年教授。1987年、窪田空穂賞受賞。
滑稽本・黄表紙など近世後期戯作が専門であるが、ほかに近世の実態を知らしめる一般書も著す。一方で、日本国語大辞典・大辞泉（小学館）・古語辞典など辞典の編集も手懸ける。
経済学者の中村達也とは母方の従兄弟にあたる。

## 著書
- 『黄表紙総覧』全3巻（前・中・後編） 青裳堂書店 前編：1986年 中編：1989年 後編：1989年（日本書誌学大系48〈1〉～〈3〉）
- 『式亭三馬集』国書刊行会 叢書江戸文庫　1992年
- 『黄表紙総覧 索引編』青裳堂書店（日本書誌学大系）1994
- 『式亭三馬 -江戸の戯作者-』ぺりかん社 1994年
- 『黄表紙の研究』若草書房（近世文学研究叢書）1997
- 『江戸名所隅田川 絵解き案内』 小学館 1998年
- 『江戸の道楽』 講談社選書メチエ 1999年
- 『十返舎一九 笑いの戯作者』 新典社 1999年（日本の作家）
- 『教科書が載せられない名文 江戸時代の再発見』 小学館 2003年
- 『黄表紙総覧 図録編』 青裳堂書店 2004年（日本書誌学大系）
- 『捏造されたヒーロー、遠山金四郎』 小学館101新書 2010年
- 『山東京伝の黄表紙を読む 江戸の経済と社会風俗』ぺりかん社 2012

## 編著・校訂など
- 上田秋成『雨月物語（神保五彌訳）・春雨物語』社会思想社現代教養文庫）1980
- 『式亭三馬集』 国書刊行会 1992年（叢書江戸文庫）
- 『山東京伝全集』第1、2、6巻　ぺりかん社 第1巻：1993年 第2巻：1993年 第6巻：1995年
- 『十返舎一九集』国書刊行会 叢書江戸文庫、1997年
- 『新編日本古典文学全集 79 黄表紙・川柳・狂歌』鈴木勝忠、宇田敏彦と注解 小学館 1999年
- 『江戸戯作草紙』小学館 2000年
- 『絵でよむ江戸のくらし風俗大事典』村田裕司共編著 柏書房 2004年
- 『合巻集覧 早稲田大学所蔵』上中　播本眞一,村田裕司,佐々木亨,二又淳共編 青裳堂書店 日本書誌学大系 2012-13
- 『江戸マンガ（2）人魚なめ』小学館、2014

## Web・テレビ出演・ラジオ出演など
Web
- そのことば、江戸っ子だってね!?[3]（2011年9月27日～）
- 謎解き!江戸のススメ

テレビ出演
- トリビアの泉 〜素晴らしきムダ知識〜
- 今すぐ使える豆知識 クイズ雑学王

ラジオ出演
- ラジオ深夜便